# Zatadawbon Yazawin
Zatadawbon Yazawin (birm. ဇာတာတော်ပုံ ရာဇဝင် /zàdàdɔ̀bòʊɴ jàzəwɪ̀ɴ/; Kronika Królewskich Horoskopów) – najstarsza zachowana kronika Birmy.
Kronika ta zawiera głównie daty związane z panowaniem oraz horoskopy wybranych królów Birmy z okresu od królestwa Paganu do czasów dynastii Konbaung. Jeśli chodzi o lata panowania władców, kronika ta uważana jest za „najdokładniejszą ze wszystkich birmańskich kronik, zwłaszcza w odniesieniu do najbardziej znanych królów Paganu i Ava, w przypadku których wiele dat zostało potwierdzonych przez epigrafikę”.

## Historia
Kronika była stale uaktualniana przez dworskich historyków i przekazywana przez nich z pokolenia na pokolenie kolejnym redaktorom. Biorąc pod uwagę zawarte w niej zweryfikowane przez epigrafikę daty dotyczące XI-wiecznych królów Paganu można sądzić, że lista dat związanych z panowaniem birmańskich władców prowadzona była od XI w., o ile nie wcześniej. Najstarsze części kroniki wydają się być napisane pomiędzy końcem XIII w. a początkiem wieku XIV. Oryginalny autor dzieła pozostaje nieznany, jednak w oparciu o tekst kroniki można przypuszczać, że żył on współcześnie z Shin Dithapamaukhą (Disaprmokiem), dyplomatą i mnichem, który przewodził delegacji Paganu posłanej na dwór mongolski w roku 1285. Co więcej, dane zawarte w treści dzieła wskazują, że jego oryginalny autor zaczął spisywać kronikę w późnym okresie istnienia królestwa Paganu albo w okresie królestwa Myinsaing lub królestawa Pinya (koniec XIII w. do początku XIV w.). Autor ten miał niewątpliwie dostęp do wcześniejszych zapisów, obecnie już utraconych dla historii, o których wspomina jako o yazawin mhat-chet akyin („podsumowanie i zapiski z kronik”).
Jednak w ciągu następnych stuleci na oryginalną, pojedynczą kronikę zawierającą listy dat związanych z panowaniem królów zaczęła nawarstwiać się (i obudowywać ją) historia (i mitologia) religijna. Za panowania króla Minyekyawdina (1673–1698) kronika miała już w większości obecnie znaną formę choć późniejsi historycy nadal aktualizowali daty związane z panowaniem kolejnych birmańskich monarchów, aż do ostatniego z nich – Thibawa.

## Układ kroniki
Zatadawbon jest jedną z zaledwie dwóch istniejących kronik birmańskich (obok Yazawin Thit), których układ odpowiada podziałowi na dynastie i okresy, podczas gdy wszystkie inne odzwierciedlają ściśle linearnie porządek królów. Przyjętym w niej kryterium „periodyzacji” jest powstawanie i upadek dynastii, a kryterium przydzielania nazw dynastiom są nazwy stolic ich królestw. Tak więc dynastie Tagaung, Sri Ksetra, Pagan, Pinya, Sikong i Ava otrzymały swoje nazwy od ich stolic.
Na kronikę składa się pięć ogólnych rozdziałów:
1. Powstanie świata według mitologii buddyjskiej, jej ery oraz opis licznych objawień się Buddy.
2. Od pierwszego króla świata (Maha Sammata), poprzez księcia Siddharthę, który zostaje Buddą historycznym, do panowania króla Aśoki tuż przed początkiem historii Birmy. Obejmuje także historię królów Cejlonu. Pierwsze dwa rozdziały to wersje standardowych tekstów buddyzmu Therawady, takich jak Mahavamsa, Dipavamsa i Buddhavamsa.
3. Legendarne i historyczne dzieje powstania Birmy (Mjanmy) począwszy od królestwa Tagaung oraz listy panujących z kolejnych dynastii. Listy te obejmują wszystkich władców królestw Sri Ksetra, Paganu, Myinsaing, Pinya, Sikongu i Ava oraz dynastii Taungngu, kończąc na królu Narawara w roku 1671.
4. Rozdział ten zawiera horoskopy, diagramy i oraz obliczenia numerologiczne 36 wybranych władców królestw Paganu, Sikongu i Ava. Niektórzy królowie z tej listy są mniej ważni i mniej znani, jak np. Sokkate. Do oryginalnej listy 36 monarchów historycy z okresu dynastii Konbaung dodali później horoskopy jej królów włącznie z ostatnim birmańskim władcą Thibawem. Rozdział ten zawiera także obliczenia astrologiczne poczynione przy okazji wznoszenia ważniejszych miast, pałaców, znaczących świątyń oraz z okazji ważnych wydarzeń, takich jak na przykład wysłanie przez Mongołów po raz pierwszy poselstwa do Paganu.
5. Rozdział piąty zawiera różne wykresy statystyczne oraz takie dane, jak spisy „wielkich buddyjskich miast Jambudipy”, „16 wielkich państw”, „19 wielkich stolic”. Zawiera też listę miast w Birmie (prawdopodobnie w królestwie Ava (1364–1555)), które były zobowiązane dostarczać pieszych i konnych rekrutów, a także listę gubernatorów najważniejszych miast, poziomy opodatkowania w różnych regionach i.t.p.

## Znaczenie
Jeśli chodzi o daty związane z panowaniem królów, Zatadawbon Yazawin uważana jest „najdokładniejszą ze wszystkich birmańskich kronik, zwłaszcza w odniesieniu do najbardziej znanych królów Paganu i Ava, w przypadku których wiele dat zostało potwierdzonych przez epigrafikę”. Można to dostrzec choćby studiując poniższe porównanie dat panowania wczesnych królów Paganu (począwszy od Pyinbyi, będącego według kronik fortyfikatorem miasta) podawanych przez trzy różne kroniki. (Należy zauważyć, że chociaż Zata była dostępna dla późniejszych kronikarzy, w tym także autorów dwóch kronik standardowych – Maha Yazawin (1720) i Hmannan Yazawin (1832) – nie przyjmowali oni dat przez nią podawanych. Daty zawarte w Maha Yazawin w większości różnią się o co najmniej dekadę, a te z Hmannan wykazują podobne różnice aż do roku 1167, od którego próbuje ona synchronizować swoje daty z Zatą. Inskrypcja Myazedi, powstała w roku 1112 i odkryta ponownie w 1887, potwierdziła dokładność Zaty i pozwala odrzucić daty podawane w Maha Yazawin i Hmannan dla królów od Anawrahty do Kyanzitthy.)
| Imię                                     | Lata panowania według Zatadawbon Yazawin | Lata panowania według Maha Yazawin | Lata panowania według Yazawin Thit | Lata panowania według Hmannan Yazawin | Lata panowania według współczesnej nauki |
| ---------------------------------------- | ---------------------------------------- | ---------------------------------- | ---------------------------------- | ------------------------------------- | ---------------------------------------- |
| Pyinbya                                  | 846–876                                  | 846–858                            | 846–878                            | 846–878                               |                                          |
| Tannet                                   | 876–904                                  | 858–876                            | 878–906                            | 878–906                               |                                          |
| Sale Ngahkwe                             | 904–934                                  | 876–901                            | 906–915                            | 906–915                               |                                          |
| Theinhko                                 | 934–956                                  | 901–917                            | 915–931                            | 915–931                               |                                          |
| Nyaung-u Sawrahan                        | 956–1001                                 | 917–950                            | 931–964                            | 931–964                               |                                          |
| Kunhsaw Kyaunghpyu                       | 1001–1021                                | 950–971                            | 964–986                            | 964–986                               |                                          |
| Kyiso                                    | 1021–1038                                | 971–977                            | 986–992                            | 986–992                               |                                          |
| Sokkate                                  | 1038–1044                                | 977–1002                           | 992–1017                           | 992–1017                              |                                          |
| Anawrahta                                | 1044–1077                                | 1002–1035                          | 1017–1059                          | 1017–1059                             | 1044–1077                                |
| Sawlu                                    | 1077–1084                                | 1035–1061                          | 1059–1066                          | 1059–1066                             | 1077–1084                                |
| Kyanzittha                               | 1084–1111                                | 1063–1088                          | 1064–1093                          | 1064–1092                             | 1084–1112/1113                           |
| Sithu I                                  | 1111–1167                                | 1088–1158                          | 1093–1168                          | 1092–1167                             | 1112/1113–1167                           |
| Narathu                                  | 1167–1170                                | 1158–1161                          | 1168–1171                          | 1167–1171                             | 1167–1170                                |
| Naratheinkha                             | 1170–1173                                | 1161–1164                          | 1171–1174                          | 1171–1174                             | 1170–1174                                |
| Sithu II                                 | 1173–1210                                | 1164–1197                          | 1174–1211                          | 1174–1211                             | 1174–1211                                |
| Htilominlo                               | 1210–1234                                | 1197–1219                          | 1211–1234                          | 1211–1234                             | 1211–1235                                |
| Kyaswa                                   | 1234–1249                                | 1219–1234                          | 1234–1250                          | 1234–1250                             | 1235–1249                                |
| Uzana                                    | 1249–1254                                | 1234–1240                          | 1250–1255                          | 1250–1255                             | 1249–1256                                |
| Narathihapate                            | 1254–1287                                | 1240–1284                          | 1255–1286                          | 1255–1286                             | 1256–1287                                |
| Kyawswa Wasal mongolski (1297)           | 1287–1300                                | 1286–1300                          | 1286–1298                          | 1286–1298                             | 1289–1297                                |
| Sawhnit Wasal królestwa Myingsaing/Pinya | 1300–1331                                | 1300–1322                          | 1298–1330                          | 1298–1325                             | ?                                        |
| Uzana II Wasal królestw Pinya i Ava      | 1331–1368                                | 1322–1365                          | 1330–1368                          | 1325–1368                             | ?                                        |